# 袁玉佩
袁玉佩，號青瑶，廣東廣州府東莞縣軍籍，明朝政治人物。

## 生平
萬曆癸未（1583年）八月初二日生。万历二十五年（1597年）丁酉科廣東鄉試第五十六名舉人，四十四年（1616年）丙辰科三甲二百四十二名进士，礼部觀政，四十五年授平樂府推官，天启五年擢授南京兵科給事中。六年三月，刑科右給事中黃承昊疏言南京兵科給事中袁玉佩究心武事，見今兵科乏人，宜調玉佩于北垣，以備緩急。命該部酌議，隨從部復，改袁玉佩兵科給事中，著刻期到任。天啓七年升本科右，丁憂歸。崇祯二年京察。

## 家族
曾祖袁珍。祖父袁德弘。父袁泰盛。